# Скоровка
Скоровка — хутор в Прохоровском районе Белгородской области. Входит в состав Журавского сельского поселения.

## История
Время образования Скоровки датируется 1770-ми годами. Её основали два брата Скоровых: Семен Ефремович, поручик, и Капитон Иванович, каптенармус лейб-гвардии Преображенского полка. Они купили землю в верховье реки Гусынка, где и расположилась деревня Гусынец, образованная двумя хуторами.  Поселенцы Капитона населяли верхнюю часть современной Скоровки, расположенную близ устья лога, впадающего в Гусынку со стороны Думчего кургана.  Семен поселил свою часть ближе к современной Верхней Гусынке. Первыми поселенцами были жители деревень  Фатежского уезда  (Головино, Форостово и Мармыжей). По истечению некоторого времени деревня Скоровки превратилась в хутор, который иногда называли Скорый. До середины XIX века за населенным пунктом сохранялись оба названия.  В конце 1790-х годов хутор, принадлежащий Капитону переходит во владение Анне Ивановне Анненковой и Наталье Ивановне Евсюковой.  
В середине XIX века многие помещики на фоне разговоров об отмене крепостного права, стали переводить крестьян в дворовые, дабы не наделять их землей. Та же участь постигла и крестьян, принадлежавших Евсюковым и Анненковым.    
По данным переписи в 1885 году хутор насчитывал 16 дворов, 129 жителей.   
В записях об обследовании школ в 1920 году в хуторе скоровка имелась школа, которая размещалась у Федота Семёновича Клочкова.   
В 20-30-х годах в Думненском сельсовете Прохоровского района числились хутора Скоровка 1( жителей 190) и Скоровка 2 (226 житель).   
По данным записей в 1950- х годах в Журавском сельсовете Прохоровского района числился уже только один хутор под названием Скоровка. В хуторе был организован колхоз  «Новый путь», который в эти годы вошел в колхоз имени Ильича.   

## География
Находится в северной части Белгородской области, в лесостепной зоне, в пределах юго-западного склона Среднерусской возвышенности, на берегах реки Журавки, при автодороге 14Н-553, на расстоянии примерно 5 километров (по прямой) к северо-востоку от Прохоровки, административного центра района. Абсолютная высота — 206 метров над уровнем моря.

### Климат
Климат характеризуется как умеренно континентальный, с относительно мягкой зимой и тёплым продолжительным летом. Среднегодовая температура воздуха — 5,4 °C. Средняя температура воздуха самого холодного месяца (января) — −9,2 °C; самого тёплого месяца (июля) — 16,4 — 24,3 °C. Безморозный период длится в среднем 155—160 дней. Годовое количество атмосферных осадков — 527—595 мм, из которых большая часть выпадает в тёплый период.

### Часовой пояс
Хутор Скоровка как и вся Белгородская область, находится в часовой зоне МСК (московское время). Смещение применяемого времени относительно UTC составляет +3:00.

## Население
| 2002 | 2010 |
| ---- | ---- |
| 46   | ↘44  |

### Половой состав
По данным Всероссийской переписи населения 2010 года в гендерной структуре населения мужчины составляли 47,7 %, женщины — соответственно 52,3 %.

### Национальный состав
Согласно результатам переписи 2002 года, в национальной структуре населения русские составляли 92 %.